# مشکل گرۀ پنهان

ایستگاه A می‌تواند با ایستگاه B ارتباط برقرار کند. ایستگاه C هم می‌تواند با ایستگاه B ارتباط برقرار کند. با این حال، A و C نمی‌توانند با یکدیگر ارتباط برقرار کنند، زیرا در برد هم نیستند. اگر A و C همزمان شروع به ارسال کنند، ناخواسته مانع ازین می‌شوند که که B پیام‌هایی که برایش ارسال شده‌است را دریافت کند.

در شبکه‌های بی‌سیم ، مشکل گره پنهان یا مشکل ترمینال پنهان زمانی رخ می‌دهد که یک گره بتواند با یک نقطه دسترسی بی‌سیم (Acces Point, AP) ارتباط برقرار کند، اما نتواند با سایر گره‌هایی که با آن نقطه در ارتباط هستند، مستقیم ارتباط برقرار کند. این به مشکلاتی در زیرلایه کنترل دسترسی محیط انتقال می‌انجامد، زیرا ممکن است چندین گره، بسته‌های داده را همزمان به آن نقطه ارسال کنند، که باعث تداخل در آن نقطه می‌شود و درنتیجه هیچ بسته‌ای منتقل نمی‌شود.
اگرچه ازدست‌دادن بسته‌ها در شبکه‌های بی‌سیم تا اندازه‌ای عادی‌ست و لایه‌های بالاتر آنها را دوباره ارسال می‌کنند، اگر یکی از گره‌ها بسته‌های بزرگ زیادی را در مدت طولانی منتقل کند، گره دیگر ممکن است خوب‌داد بسیار کمی داشته باشد.
مشکل گره پنهان، پروتکل‌های عملی به عنوان راه‌حل دارد. برای مثال، مکانیسم‌های Request To Send/Clear To Send (RTS/CTS) که در آن گره‌ها بسته‌های کوتاهی را برای اجازه گرفتن از نقطه دسترسی برای ارسال بسته‌های داده طولانی‌تر ارسال می‌کنند. ازآنجاکه همه گره‌ها، پاسخ‌های نقطه دسترسی را دریافت می‌کنند، می‌توانند ارسال‌هایشان را همگام‌ کنند تا تداخل نداشته باشند. بااین‌حال، این باعث تأخیر می‌شود و سربار شبکه اغلب می‌تواند بیشتر از هزینه شود، به ویژه برای بسته‌های دادۀ کوتاه.

## پیش‌زمینه
گره‌های پنهان در یک شبکه بی‌سیم، گره‌هایی هستند که در بُرد گره‌های دیگر نیستند. یک توپولوژی ستاره با یک نقطه دسترسی (AP) با گره‌هایی که آن را مانند دایره‌ احاطه کرده‌اند در نظر بگیرید: هر گره در محدوده ارتباطی AP قرار دارد، اما گره‌ها نمی توانند با یکدیگر ارتباط برقرار کنند.
برای مثال، در یک شبکه بی‌سیم، ممکن است گره A که دور از نقطه دسترسی قرار گرفته بتواند نقطه دسترسی را ببیند، اما چه‌بسا A نتواند با گرۀ C که در سوی دیگر نقطه دسترسی قرار گرفته، ارتباط برقرار کند. این دو گره برای هم به عنوان گره پنهان شناخته می‌شوند.
مثالی دیگر این است که A و C دو طرف یک مانع هستند که امواج رادیویی را منعکس یا به‌شدت جذب می‌کند، اما بااین‌حال هر دو هنوز می‌توانند همان AP را ببینند.
مشکل زمانی رخ می‌دهد که A و C همزمان شروع به ارسال بسته‌ها به نقطه دسترسی B کنند. ازآنجاکه A و C نمی‌توانند سیگنال‌های یکدیگر را دریافت کنند، بنابراین نمی‌توانند برخورد را پیش یا هنگام ارسال تشخیص دهند، و دسترسی چندگانه با حس‌کردن حامل و تشخیص برخورد (CSMA/CD) دیگر کار نمی‌کند و برخوردهایی (Collisions) رخ می‌دهد که داده‌های دریافتی نقطه دسترسی را خراب می‌کند.
برای چیره‌شدن بر مشکل گره پنهان، دست‌دادن (Handshaking) به روش درخواست-برای-ارسال/پاک کردن-برای-ارسال (RTS/CTS) (IEEE 802.11 RTS/CTS) در نقطه دسترسی همراه با دسترسی چندگانه حس‌کردن حامل با اجتناب از برخورد (CSMA) اجرا می‌شود. شبکه ad hoc موبایل (MANET) هم چنین مشکلی دارد.
IEEE 802.11 از بسته‌های تأیید و دست‌دادن به روش 802.11 RTS/CTS برای غلبه بر مشکل گره پنهان استفاده می‌کند. RTS/CTS راه‌حل کاملی نیست و ممکن است گذرداد را حتی بیشتر هم کاهش دهد، اما تأییدهای سازگاری‌پذیر (Adaptive acknowledgment) از ایستگاه پایه (Base station) نیز می‌تواند کمک کند.

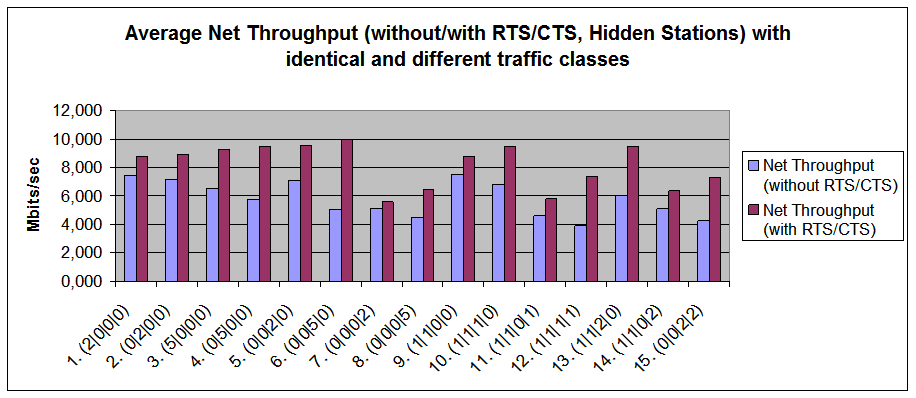
معیارها: گذرداد خالص با/بی RTS/CTS (Pommer, p.179)

روش‌های دیگری که می‌توان برای حل مشکل گره پنهان استفاده کرد عبارتند از:
- افزایش توان ارسال گره‌ها
- استفاده از آنتن‌های همه‌سویه
- برداشتن موانع
- جابه‌جا کردن گره
- استفاده از نرم‌افزار تقویت پروتکل
- استفاده از چندسانی آنتنی

## لینک‌ها به بیرون
- پروتکل هماهنگ مرکزی بی سیم (WiCCP)، یک راه حل نرم افزاری برای مشکل گره پنهان
- Frottle، یک راه حل نرم افزاری مشتری/سرور
- معیارهایی که CSMA/CA خالص را با RTS/CTS و Polling مقایسه می‌کنند
- NetEqualizer، یک سیستم throttling که مشکل گره پنهان را برطرف می کند